# L'ultimo sopravvissuto (romanzo)
L'ultimo sopravvissuto (Survivor: Auschwitz, The Death March and My Fight for Freedom) è il romanzo autobiografico di Sam Pivnik, in cui racconta la sua prigionia ad Auschwitz.
Il romanzo, pubblicato nel 2012, è stato tradotto in sette lingue.

## Trama
Sam Pivinik si ammala di tifo durante il suo soggiorno al campo di sterminio di Auschwitz. Viene portato in infermeria, dove incontra "L'angelo della morte", Mengele. Il dottore delle SS decide di portarlo nelle camere a gas, ma dopo averlo implorato, l'uomo cambia idea e decide di farlo rimanere in vita.
Si ha un flashback della vita di Sam: il narratore racconta della sua vita a Będzin, e delle visite al "Giardino dell'Eden", un posto talmente bello da confondersi col paradiso. Sam vive con i genitori, la nonna e suoi fratelli, tra cui Nathan, il più grande. La vita del ragazzo è identica a quella dei suoi coetanei, fino a quando il primo settembre del 1939, giorno del suo compleanno, la Germania nazista attacca la Polonia. Da quel momento la sua infanzia termina, facendo spazio a innumerevoli responsabilità, troppe per un ragazzo di soli tredici anni.
La famiglia riesce a rimanere unita trovando un lavoro nei pressi di un'agenzia, i cui capi verranno poi denominati “Giusti tra le nazioni” per aver salvati degli ebrei. Le SS incominciano a precludere agli ebrei di entrare in alcune aree oppure di uscire di casa dopo una determinata ora. Ma le deportazioni iniziano più tardi, nello stadio di Bedzin, quando la nonna di Sam viene deportata ad Auschwitz, dove diventerà cieca e morirà. Nonostante il resto della famiglia sia rimasta insieme, il gruppo, insieme agli altri ebrei polacchi, vengono trasferiti alla Kamionka, una specie di ghetto molto simile a quello di Varsavia.
Dopo una rivolta da parte di alcuni ebrei, avviene un vero e proprio sterminio, i superstiti vengono deportati nel campo di Auschwitz. Qui i prigionieri vengono divisi in due file: i forti, coloro che vivranno; e i due deboli, coloro che andranno nelle camere a gas. La famiglia viene scelta per andare nelle camere a gas, ma la madre di Sam impone al figlio di nascondersi nell'altra colonna, in modo da salvarsi. La famiglia così, eccetto Sam e Nathan, che viene deportato in un altro campo, viene uccisa nelle camere a gas. Sam viene successivamente derubato della sua identità e marchiato con un numero.
Sam arriva al blocco quarantena. Un blocco di iniziazione. I kapo, deportati sotto gli ordini dei nazisti, controllano l'area. Qui Sam è testimone di innumerevoli scempi: la morte dei bambini di Izieu; la resistenza e la morte di una donna che intuendo della sua imminente morte incominciava a spogliarsi per rimandare la sua esecuzione; l'esecuzione di alcuni soldati britannici, Leon, Maurice, e altri detenuti, da parte del comandante Schmidt; la morte di un uomo che cercava di avere dei privilegi vendendo i gioielli di famiglia. Sam cerca di salvare più ragazzi possibile, suggerendo a loro di informare le SS di avere 18 anni e di poter lavorare.
La capitolazione della Germania incomincia ad essere certa quando incomincia la "Marcia della morte". I detenuti vengono fatti camminare fino a raggiungere un'area sicura dagli eserciti nemici. In questa marcia, non solo muoiono tantissime persone, ma alcuni detenuti incominciano a praticare cannibalismo per soddisfare la loro fame. Non avendo più aree sicure, Schmidt porta i pochi superstiti a casa sua. Dopo pochi giorni viene resa nota la morte di Hitler. I superstiti vengono portati con delle barche in luoghi sicuri. Sam si imbarca nella Cap Arcona, ma questa nave viene abbattuta dagli Alleati per un errore dei guidatori dei velivoli. Sam riesce a sopravvivere.
Tempo dopo Sam e Nathan si rincontrano. I due vanno a vivere insieme negli Stati Uniti. Dopo alcuni anni Sam si avvicina al movimento sionista, andando perfino a lottare in Medio Oriente per la creazione del nuovo stato ebraico, Israele. Tornato in Gran Bretagna, tuttavia, capisce che non è stata fatta giustizia: Schmidt non è stato arrestato, né processato e tantissimi altri dottori nazisti, tra cui lo stesso Mengele, sono stati salvati dagli americani. Dopo le inutili scaramucce con Schmidt, che morirà nei primi anni del nuovo millennio per un infarto, Nathan e Sam tornato a Bedzin e al Giardino dell'Eden. Inoltre, Sam, fa ritorno anche ad Auschwitz, per dire addio un'ultima volta alla sua famiglia.

## Edizioni
- (EN) Sam Pivnik, Survivor: Auschwitz, The Death March and My Fight for Freedom, 1ª ed., Hodder & Stoughton, 2012,  p. 320, ISBN 9781444758405.
- Sam Pivnik, L'ultimo sopravvissuto, traduzione di Cristiano Peddis, Newton Compton Editori, 2012,  p. 273, ISBN 9788854145863.